# الحجفار (وشحة)

تعديل مصدري - تعديل

الحجفار هي إحدى قرى عزلة بني سعد بمديرية وشحة التابعة لمحافظة حجة، بلغ تعداد سكانها 63 نسمة حسب تعداد اليمن لعام 2004.